# Vendidad
Vendidad eller Videvdad är en samling texter som utgör en del av zoroastrismens heliga bok Avesta.  Vendidad utgörs av en stor samling mytiska och praktiska texter med instruktioner om hur man skall handskas med orenhet av olika slag och straff för ogudaktiga handlingar. Här finns också olika skapelsemyter.